# محمودآباد (قره کهریز)
محمودآباد روستایی در دهستان کوهسار بخش قره کهریز شهرستان شازند استان مرکزی ایران است.

## جمعیت
بر پایه سرشماری عمومی نفوس و مسکن در سال ۱۳۹۵ جمعیت این روستا ۹۰ نفر (۳۱خانوار) بوده‌است.